# الدوري الألماني لهوكي الجليد

الدوري الألماني لهوكي الجليد (بالألمانية: Deutsche Eishockey Liga ) هو دوري هوكي الجليد في ألمانيا. يعتبر الدوري الثاني في أوروبا من حيث الحضور الجماهيري بعد الدوري السويسري بمتوسط حضور 6،198 مشجع للمباراة.